# Edward Nęcka
Edward Nęcka (ur. 5 lutego 1953) – polski psycholog, profesor zwyczajny Uniwersytetu Jagiellońskiego. Zajmuje się wybranymi zagadnieniami psychologii ogólnej i poznawczej, m.in. problematyką inteligencji oraz uwarunkowaniami procesów twórczych.

## Życiorys
Edward Nęcka jest twórcą tzw. formalnej koncepcji inteligencji, w której zakłada, że różne aspekty inteligencji to po prostu różne poziomy przetwarzania informacji. Wyodrębnił cztery poziomy:
- sprawność układu nerwowego (wyraża się w prędkości transmisji impulsów nerwowych i niezawodności)
- formalne właściwości przetwarzania informacji - szybkość mentalną (jest ona podstawą tempa przetwarzania informacji, pojemności pamięci operacyjnej i trwałości przechowywania informacji)
- strategie przetwarzania informacji (sposoby - algorytmy i heurystyki - nabyte w toku doświadczenia)
- umiejętność dokonywania oceny - według różnych kryteriów, począwszy od kryteriów praktycznych aż po zawarte w filozofii życiowej człowieka

W l. 1992-93 stypendysta Fulbrighta na Yale University (USA).

## Wybrane pełnione funkcje
- dyrektor Instytutu Psychologii UJ 1994–2002
- członek rzeczywisty Polskiej Akademii Nauk, wiceprezes PAN w kadencji 2015–2018[3]
- członek Komitetu Psychologii PAN

## Wybrana bibliografia autorska
- Proces twórczy i jego ograniczenia, Kraków 1987
- Trening twórczości, Olsztyn 1989 (następne wydania: Kraków 1995, Sopot 2001-2015)
- TRoP. Twórcze rozwiązywanie problemów, Kraków 1994
- Inteligencja i procesy poznawcze, Kraków 1995
- Pobudzenie intelektu: zarys formalnej teorii inteligencji, Kraków 2000
- Psychologia twórczości, Gdańsk 2001
- Inteligencja: Struktura – geneza – funkcje, Gdańsk 2003
- Psychologia poznawcza, Warszawa 2006 (z J. Orzechowskim i B. Szymurą)